# Raymond Sumlut Gam
Raymond Sumlut Gam (ur. 19 czerwca 1953 w Sadung) – birmański duchowny rzymskokatolicki, od 2006 biskup Banmaw.

## Życiorys
Święcenia kapłańskie otrzymał 29 marca 1981 i został inkardynowany do diecezji Myitkyina. Był m.in. rektorem niższego seminarium (1984-1987), ekonomem diecezjalnym (1987-1991) oraz dyrektorem diecezjalnej Caritas (2001-2006).
28 sierpnia 2006 został mianowany biskupem nowo powstałej diecezji Banmaw. Sakry biskupiej udzielił mu 18 listopada 2006 abp Salvatore Pennacchio.